# Delt bevisbyrde
|  | Dublet Denne artikel handler om det samme som Omvendt bevisbyrde. (Diskutér artiklen) |

Delt bevisbyrde indebærer, at en part, der anser sig for krænket, kun skal påvise faktiske omstændigheder, der giver anledning til at formode, at der er sket en krænkelse. Hvis parten kan det, vender bevisbyrden, hvorefter det er modparten, der skal bevise, at der ikke er sket nogen krænkelse. Fænomenet eksisterer bl.a. indenfor arbejdsretten, hvor bevisbyrden således fordeles mellem medarbejder og arbejdsgiver, dog er tyngden i praksis hovedsageligt placeret hos arbejdsgiver.

Den delte bevisbyrde gælder bl.a. i sager efter forskelsbehandlingsloven samt i sager efter ligebehandlingsloven, hvor der ikke er omvendt bevisbyrde.